# T6
El projecte T6 fou un projecte educatiu de dramatúrgia catalana i laboratori cultural impulsat i coordinat pel Teatre Nacional de Catalunya. Va néixer durant la temporada escènica 2002-2003 de la mà de Sergi Belbel i Coslado, amb la finalitat d'incorporar cinc artistes per temporada amb l'estatus d'autors residents a canvi de les seves reflexions sobre l'actualitat i la visió del món.
La iniciativa ha estat considerada com un dels projectes més innovadors i necessaris per a la renovació conceptual i generacional del teatre català i per a facilitar l'accés dels nous talents en la dramatúrgia i la dansa a Catalunya a l'inici del segle xxi. La seva activitat es dugué a terme fins al 2013 a la Sala Tallers del TNC, moment en què es va discontinuar per manca de pressupost durant les retallades econòmiques derivades de la recessió global 2008-2012.

## Finalitat
Durant aquest procés, el T6 revertí l'aïllament dels autors a partir de reunions periòdiques i activitats comunes entre els seus autors residents, de manera que podien fiscalitzar el seu progrés mútuament i rebre certa seguretat cultural —assegurant-ne un resultat en què el text de l'obra era finalment representat, remunerat i becat. A l'inici, els autors escrivien una sola obra i més endavant, d'ençà de la temporada 2009, van passar a escriure'n dues (amb diferències entre el període de participació dels autors residents) i amb unes beques aproximades de 4.500 € aportades per la Societat General d'Autors i Editors espanyola.